# سو كليفر
سو كليفر (بالإنجليزية: Sue Cleaver)‏ هي ممثلة بريطانية، ولدت في 2 سبتمبر 1963 في واتفورد في المملكة المتحدة.

## وصلات خارجية
- سو كليفر على موقع IMDb (الإنجليزية)
- سو كليفر على موقع قاعدة بيانات الفيلم (الإنجليزية)